# DSports
DSports é um canal esportivo de televisão por assinatura da América Latina. Está disponível na América do Sul através da operadora DirecTV. O conteúdo é feito em parceria com a Torneos y Competencias.
Transmitindo e operando seu sinal da Argentina, também transmite para Chile, Colômbia, Equador, Peru, Uruguai e Venezuela. Sendo um canal da DirecTV, não é oferecido em nenhum outro provedor de televisão e é exclusivo deste sistema. Seus canais irmãos são DirecTV Sports 2, DirecTV Sports +, DirecTV Sports Peru, e DirecTV Sports Venezuela.

## História
Foi lançado pela primeira vez em 2006 simultaneamente com o início da Copa do Mundo de 2006 na Alemanha. Nasceu com o nome de Mundial Total, com o objetivo de transmitir a Copa do Mundo da FIFA. Entre as funcionalidades do canal estavam o sistema multicanal (assistir dois jogos ao mesmo tempo com tela dividida), multicâmera (selecione o melhor ângulo para ver as jogadas) e replays instantâneos, tudo em formato panorâmico.
Pouco depois, foi adicionada à sua grade conteúdos como La Liga, Ligue 1 e alguns jogos da Premier League, que deixaria de transmitir por alguns anos, mas retoma a exclusividade a partir de 2013. Em 2010 e 2011 continuou a exibir as Copas do Mundo FIFA de diferentes categorias. Com o tempo, manteve o nome de Canal 680, para finalmente se chamar DirecTV Sports.
O canal gerencia um conjunto de canais alternativos que são responsáveis por transmitir diversas competições simultaneamente, como futebol, tênis e basquete nos canais 614, 615, 616, 617 e 618 em HD.
Em 18 de outubro de 2013, estreou a versão HD do canal, ficando conhecido como DirecTV Sports HD.
Em 10 de junho de 2018, antes da abertura da Copa do Mundo de 2018 na Rússia, o canal mudou sua logomarca, juntamente com a adoção de um novo pacote gráfico.
A 14 de Novembro de 2022, antes do Campeonato Mundial de Futebol de 2022, o canal sofreu uma mudança de nome, agora denominado DSports, juntamente com um novo logótipo e um novo pacote gráfico.

## Eventos esportivos

### Futebol
- La Liga (Disponível em 4K)
- La Liga SmartBank
- Copa del Rey
- Supercopa da Espanha
- Copa da Alemanha
- Supercopa da Espanha Feminina
- Conmebol Sul-Americana
- Conmebol Recopa
- Conmebol Libertadores Feminina
- Liga das Nações da UEFA de 2020–21
- Mundial Catar 2022 (Disponível em 4K)
- Copa do Mundo FIFA Sub-17
- Copa do Mundo FIFA Sub-20 (Disponível em 4K)
- Copa do Mundo de Futebol Feminino
- Copa do Mundo de Futebol de Areia
- Copa do Mundo de Futsal
- Primera B Nacional (Somente para Argentina)
- Primera B Metropolitana (Somente para Argentina)
- Primera División C (Argentina) (Somente para Argentina)
- Torneo Federal A (Somente para Argentina)
- Liga MX[nota 1] (Exceto Colômbia, Equador e Venezuela)
- Copa Peru (Fase 4 - 5) (Somente para Peru)

### Outros esportes
- NBA
- Euroliga
- Liga Sul-Americana de Basquete
- Campeonato Sul-Americano de Voleibol Feminino
- FIBA Liga das Américas
- Liga Nacional de Básquetbol de Chile
- Liga Nacional de Básquet (Somente para Argentina)
- Liga Venezuelana de Beisebol Profissional (Somente para Venezuela)
- Liga Profesional de Baloncesto de Venezuela (Somente para Venezuela)
- Serie del Caribe (Somente para Venezuela)

## Logos

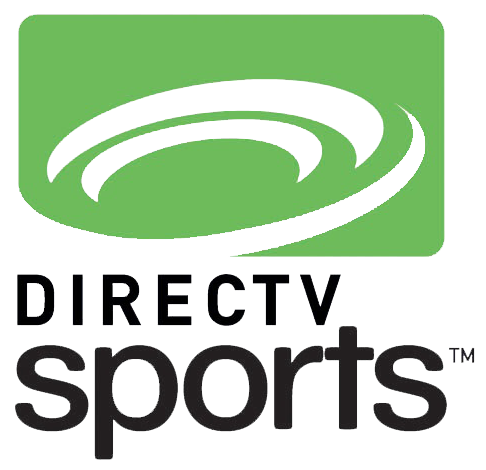
2009-2013
2013-2018
2018-2022
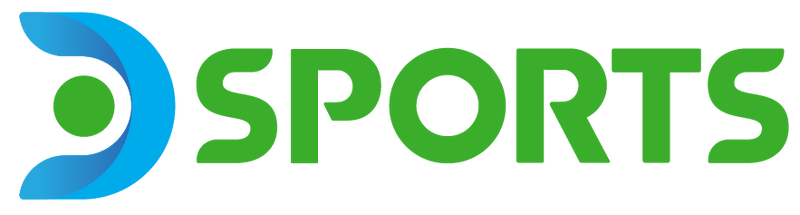
Desde 2022

## Ligações Externas
www.directvsports.com